# Odontocera beneluzi
Odontocera beneluzi är en skalbaggsart som beskrevs av Peñaherrera och Tavakilian 2003. Odontocera beneluzi ingår i släktet Odontocera och familjen långhorningar. Inga underarter finns listade i Catalogue of Life.